# Kościół Bożego Ciała w Łomży
Kościół Bożego Ciała w Łomży – rzymskokatolicki kościół parafialny należący do parafii pod tym samym wezwaniem (dekanat Łomża – św. Michała Archanioła diecezji łomżyńskiej).
Jest o świątynia murowana wzniesiona w latach 1990–2008 dzięki staraniom księdza proboszcza Ferdynanda Gryszki. Kościół powstał jako wotum wdzięczności za dar III pielgrzymki do ojczyzny Ojca Świętego Jana Pawła II, w czasie której zakończono II Krajowy Kongres Eucharystyczny. W dniu 3 czerwca 1995 roku biskup Juliusz Paetz wmurował pod budującą się świątynię kamień węgielny poświęcony przez Ojca Świętego Jana Pawła II w Łomży w czasie IV pielgrzymki do ojczyzny. 18 września 2008 roku biskup łomżyński Stanisław Stefanek z towarzyszeniem biskupa pomocniczego Tadeusza Bronakowskiego i biskupa seniora Tadeusza Zawistowskiego poświęcił kościół. 18 sierpnia 2020 roku biskup łomżyński Janusz Stepnowski dokonał poświęcenia nowego ołtarza posoborowego.